# Ханс фон Залмут
Ханс Еберхард Курт фон Залмут (на немски: Hans Eberhard Kurt von Salmuth) (1888 – 1962) е немски офицер служещ по време на Първата и Втората световна война, генерал-полковник и кавалер на Рицарски кръст.
По време на Втората световна война командва различни подразделения на Източния фронт, като последната му командна част е 15-а армия сражаваща се във Франция по време на, и малко след десанта в Нормандия. Прекарва пет години в затвор за военни престъпления след войната.

## Ранни години и Първа световна война
Роден в Мец, Елзас-Лотарингия на 11 ноември 1888 г. в пруска военна фамилия, той се присъединява към немската армия на 19 септември 1907 г., след което служи в Първата световна война и достига до звание хаупман в нейния край. По-късно на служба в Райхсвера.

### Между световните войни
От 1 май 1934 г. е повишен в звание оберст, след което ръководи щаба на 2-ри армейски корпус между периода 1934 до средата на 1937 година. В началото на 1937 г. получава званието генерал-майор, а година след това е назначен за началник-щаб на 2-ра армия. През август 1939 г. вече в чин генерал-лейтенант.

## Втора световна война
През същата година става началник-щаб и на група армии „Север“, командвана от генерал-полковник Теодор фон Бок с която служи в успешния план Fall Weiss (Фал Вайз, в превод от немски: „План Бяло“), провел се по време на Полската кампания.
Продължава военната си кариера на нащалник-щаб на фелдмаршал Теодор фон Бок дотогава, когато му бива възложено командването на група армии „Б“, за следващите планувани операции на нацистите, като Fall Gelb (Фал Геб, в превод от немски: „План Жълто“), имаща за цел окупирането на Белгия и Франция, през май 1940 г. След численото си превъзходство и огромното поражение нанесено на съюзниците което довело и до капитулирането на Франция той е награден с отличието Рицарски кръст (19 май 1940 г.).
Година след това е преместен на Източния фронт, като от 10 май поема командването на ХХХ корпус от състава на 11-а армия. Участва с него в Операция Барбароса през същата година както и в Обсадата на Севастопол, а по-късно се сражава и в Крим.
Между април и юни 1942 г. е назначен за командир на 7-а армия, но за кратко след което командва 14-а армия (от 6 юни до 15 юли 1942), в замяна на предишния и командир Готард Хайнрици, който си взел отпуск. В средата на юли поема и командването на 2-ра армия, командвайки я до началото на другата година.
От януари 1943 г. бива повишен във втория по-големина офицерски ранг в историята на Втората световна война, генерал-полковник. След повишението си предава командването на 2-ра армия на генерал-полковник Валтер Вайс, като до края на годината командва 4-та армия.
През август е изтеглен от Източния фронт, изпратен във Франция, където поема командването на 15-а амрия разположена в близост до Па-дьо-Кале, Франция. Района Па-дьо-Кале е мястото, където съюзниците по мнение на Хитлер готвят началото на военноморска десантана операция. Поради това армията била подсилена от още 17 дивизии, което я направила най-голямата германска военна група на Западния фронт. Въпреки това съюзниците правили всичко възможно да убедят Хитлер, че нахлуването ще бъде именно в Па-дьо-Кале, а не в района на заетата от по-слабите части на 7-а армия.
На 6 юни 1944 г. в деня на нахлуването Фон Залмут записва в дневника си:
| „ | В 6 ч. сутринта, половин час след разсъмване позвъних на началник-щаба на 7-а армия да попитам дали врага вече е дебаркирал на брега. Отговорът беше: Десантни кораби транспортиращи лодки, малки и големи са разгърнати по дължината на брега, но дебаркиране все още не се е осъществило. Тогава аз се върнах да спя със спокоен ум, след като бях казал на началник-щаба: „Тяхното нахлуване не сполучи!“ | “ |

В края на август е освободен от командването си, след като съюзниците в рамките на операция Кобра пробиват вражеските линии в Нормандия, почти едновременно с овобождението на Париж. Заменен е от Густав-Адолф фон Цанген и до края на войната няма повече назначения.

## Пленяване и смърт
Три години след това е арестуван и държан в плен по делото на основните обвиняеми в процеса на Главното командване, като един от 185-е подсъдими в следващите Нюренбергски процеси. Признат е за виновен във военни престъпления срещу военнопленници и престъпления срещу човечеството, включително и върху цивилното население в окупираните територии от германците, за което бива осъден на двадесет години лишаване от свобода. Въпреки това е освободен през 1953 г., доста по-рано след като прекарал само 5 години в плен.
Умира в Хайделберг, Западна Германия през 1962 г. на 74-годишна възраст. Погребан е в гробището Нордфридхоф, Висбаден.

## Заемни постове и повишения

### Дати на повишение
| Дата          | Звание              |
| ------------- | ------------------- |
| 1 март 1934   | Полковник           |
| 1 август 1937 | Генерал-майор       |
| 1 август 1939 | Генерал-лейтенант   |
| 1 август 1940 | Генерал от пехотата |
| 1 януари 1943 | Генерал-полковник   |

### Щабни длъжности
- 1934 – 1937 – началник-щаб на II корпус
- 1937 – 1939 – началник-щаб на 1-ва група армии
- 1939 – началник-щаб на Група армии „Север“
- 1939 – 1941 – началник-щаб на Група армии „Б“

### Командни части
- От 10 май до 27 декември 1941 – ХХХ корпус от състава на 11-а армия
- От 20 април до 1 юни 1942 – 17-а армия
- От 6 юни до 15 юли 1942 – 4-та армия
- От 15 юли 1942 до 3 февруари 1943 – 2-ра армия
- От юни до 31 юли 1943 – 4-та армия
- От 1 август 1943 до 25 август 1944 – 15-а армия

## Награди
- Железен кръст (1914) – II и I степен
- Баварски „Орден за военни заслуги“ – IV степен с мечове (Бавария)
- Кръст на Фридрих (Анхалт)
- Кръст „За военни заслуги“ – III степен с военни отличия (Австро-Унгария)
- Медал „За военни заслуги във Вермахт“
- Закопчалка към Железния кръст – II и I степен
- Рицарски кръст (19 юли 1940)

## Интересни факти
През 1962 г. във филма „Най-дългият ден“ ролята на Фон Залмут е изиграна от германския актьор Ернст Шрьодер.